# Skilanglauf-Australia/New-Zealand-Cup 2023
Der Skilanglauf-Australia/New-Zealand-Cup 2023 war eine von der FIS organisierte Wettkampfserie, die zum Unterbau des Skilanglauf-Weltcups 2023/24 gehörte. Sie begann am 29. Juli 2023 im Perisher und endete am 20. August 2023 in Falls Creek. Die Gesamtwertung bei den Männern gewann Seve de Campo und bei den Frauen Katerina Paul.

## Männer

### Resultate
| 1. Australia/New-Zealand-Cup in Perisher, 29. und 30. Juli 2023 | 1. Australia/New-Zealand-Cup in Perisher, 29. und 30. Juli 2023 | 1. Australia/New-Zealand-Cup in Perisher, 29. und 30. Juli 2023 | 1. Australia/New-Zealand-Cup in Perisher, 29. und 30. Juli 2023 | 1. Australia/New-Zealand-Cup in Perisher, 29. und 30. Juli 2023 |
| --------------------------------------------------------------- | --------------------------------------------------------------- | --------------------------------------------------------------- | --------------------------------------------------------------- | --------------------------------------------------------------- |
| Datum                                                           | Disziplin                                                       | Erster Platz                                                    | Zweiter Platz                                                   | Dritter Platz                                                   |
| 29. Juli 2023                                                   | Sprint klassisch                                                | Seve de Campo                                                   | Fedele de Campo                                                 | Noah Bradford                                                   |
| 30. Juli 2023                                                   | 15 km Freistil                                                  | Seve de Campo                                                   | Lauro Brändli                                                   | Noah Bradford                                                   |

| 2. Australia/New-Zealand-Cup in Falls Creek, 19. und 20. August 2023 | 2. Australia/New-Zealand-Cup in Falls Creek, 19. und 20. August 2023 | 2. Australia/New-Zealand-Cup in Falls Creek, 19. und 20. August 2023 | 2. Australia/New-Zealand-Cup in Falls Creek, 19. und 20. August 2023 | 2. Australia/New-Zealand-Cup in Falls Creek, 19. und 20. August 2023 |
| -------------------------------------------------------------------- | -------------------------------------------------------------------- | -------------------------------------------------------------------- | -------------------------------------------------------------------- | -------------------------------------------------------------------- |
| Datum                                                                | Disziplin                                                            | Erster Platz                                                         | Zweiter Platz                                                        | Dritter Platz                                                        |
| 19. August 2023                                                      | Sprint Freistil                                                      | Christian Winker                                                     | Fabián Štoček                                                        | Jayden Spring                                                        |
| 20. August 2023                                                      | 10 km klassisch                                                      | Christian Winker                                                     | Fabián Štoček                                                        | Lauro Brändli                                                        |

| 3. Australia/New-Zealand-Cup und Kangaroo Hoppet in Falls Creek, 26. August 2023 | 3. Australia/New-Zealand-Cup und Kangaroo Hoppet in Falls Creek, 26. August 2023 | 3. Australia/New-Zealand-Cup und Kangaroo Hoppet in Falls Creek, 26. August 2023 | 3. Australia/New-Zealand-Cup und Kangaroo Hoppet in Falls Creek, 26. August 2023 | 3. Australia/New-Zealand-Cup und Kangaroo Hoppet in Falls Creek, 26. August 2023 |
| -------------------------------------------------------------------------------- | -------------------------------------------------------------------------------- | -------------------------------------------------------------------------------- | -------------------------------------------------------------------------------- | -------------------------------------------------------------------------------- |
| Datum                                                                            | Disziplin                                                                        | Erster Platz                                                                     | Zweiter Platz                                                                    | Dritter Platz                                                                    |
| 26. August 2023                                                                  | 42 km Freistil Massenstart                                                       | Wettkampf aufgrund von Schneemangel abgesagt.                                    | Wettkampf aufgrund von Schneemangel abgesagt.                                    | Wettkampf aufgrund von Schneemangel abgesagt.                                    |

### Gesamtwertung Männer
| Endstand (Top 10) |                  |        |
| \| Rang \| Name \| Punkte \| \| ---- \| ---------------- \| ------ \| \| 1. \| Seve de Campo \| 265 \| \| 2. \| Lauri Brändli \| 221 \| \| 3. \| Noah Bradford \| 210 \| \| 4. \| Christian Winker \| 200 \| \| 5. \| Fedele de Campo \| 192 \| \| 6. \| Fabián Štoček \| 160 \| \| 7. \| Jayden Spring \| 136 \| \| 8. \| Phoenix Sparke \| 123 \| \| 9. \| Charlie Hiam \| 111 \| \| 10. \| Adam Barnett \| 101 \| |                  |        |
| Rang | Name             | Punkte |
| 1. | Seve de Campo    | 265    |
| 2. | Lauri Brändli    | 221    |
| 3. | Noah Bradford    | 210    |
| 4. | Christian Winker | 200    |
| 5. | Fedele de Campo  | 192    |
| 6. | Fabián Štoček    | 160    |
| 7. | Jayden Spring    | 136    |
| 8. | Phoenix Sparke   | 123    |
| 9. | Charlie Hiam     | 111    |
| 10. | Adam Barnett     | 101    |

## Frauen

### Resultate
| 1. Australia/New-Zealand-Cup in Perisher, 29. und 30. Juli 2023 | 1. Australia/New-Zealand-Cup in Perisher, 29. und 30. Juli 2023 | 1. Australia/New-Zealand-Cup in Perisher, 29. und 30. Juli 2023 | 1. Australia/New-Zealand-Cup in Perisher, 29. und 30. Juli 2023 | 1. Australia/New-Zealand-Cup in Perisher, 29. und 30. Juli 2023 |
| --------------------------------------------------------------- | --------------------------------------------------------------- | --------------------------------------------------------------- | --------------------------------------------------------------- | --------------------------------------------------------------- |
| Datum                                                           | Disziplin                                                       | Erster Platz                                                    | Zweiter Platz                                                   | Dritter Platz                                                   |
| 29. Juli 2023                                                   | Sprint klassisch                                                | Katerina Paul                                                   | Fabiana Wieser                                                  | Emily Champion                                                  |
| 30. Juli 2023                                                   | 15 km Freistil                                                  | Darcie Morton                                                   | Katerina Paul                                                   | Fabiana Wieser                                                  |

| 2. Australia/New-Zealand-Cup in Falls Creek, 19. und 20. August 2023 | 2. Australia/New-Zealand-Cup in Falls Creek, 19. und 20. August 2023 | 2. Australia/New-Zealand-Cup in Falls Creek, 19. und 20. August 2023 | 2. Australia/New-Zealand-Cup in Falls Creek, 19. und 20. August 2023 | 2. Australia/New-Zealand-Cup in Falls Creek, 19. und 20. August 2023 |
| -------------------------------------------------------------------- | -------------------------------------------------------------------- | -------------------------------------------------------------------- | -------------------------------------------------------------------- | -------------------------------------------------------------------- |
| Datum                                                                | Disziplin                                                            | Erster Platz                                                         | Zweiter Platz                                                        | Dritter Platz                                                        |
| 19. August 2023                                                      | Sprint Freistil                                                      | Darcie Morton                                                        | Flavia Lindegger                                                     | Katerina Paul                                                        |
| 20. August 2023                                                      | 10 km klassisch                                                      | Flavia Lindegger                                                     | Katerina Paul                                                        | Darcie Morton                                                        |

| 3. Australia/New-Zealand-Cup und Kangaroo Hoppet in Falls Creek, 26. August 2023 | 3. Australia/New-Zealand-Cup und Kangaroo Hoppet in Falls Creek, 26. August 2023 | 3. Australia/New-Zealand-Cup und Kangaroo Hoppet in Falls Creek, 26. August 2023 | 3. Australia/New-Zealand-Cup und Kangaroo Hoppet in Falls Creek, 26. August 2023 | 3. Australia/New-Zealand-Cup und Kangaroo Hoppet in Falls Creek, 26. August 2023 |
| -------------------------------------------------------------------------------- | -------------------------------------------------------------------------------- | -------------------------------------------------------------------------------- | -------------------------------------------------------------------------------- | -------------------------------------------------------------------------------- |
| Datum                                                                            | Disziplin                                                                        | Erster Platz                                                                     | Zweiter Platz                                                                    | Dritter Platz                                                                    |
| 26. August 2023                                                                  | 42 km Freistil Massenstart                                                       | Wettkampf aufgrund von Schneemangel abgesagt.                                    | Wettkampf aufgrund von Schneemangel abgesagt.                                    | Wettkampf aufgrund von Schneemangel abgesagt.                                    |

### Gesamtwertung Frauen
| Endstand (Top 10) |                  |        |
| \| Rang \| Name \| Punkte \| \| ---- \| ---------------- \| ------ \| \| 1. \| Katerina Paul \| 320 \| \| 2. \| Darcie Morton \| 260 \| \| 3. \| Flavia Lindegger \| 180 \| \| 4. \| Emily Champion \| 177 \| \| 5. \| Fabiana Wieser \| 176 \| \| 6. \| Rosie Franzke \| 160 \| \| 7. \| Hannah Price \| 151 \| \| 8. \| Olivia Schubert \| 122 \| \| 8. \| Ava McCann \| 122 \| \| 10. \| Satara Moon \| 108 \| |                  |        |
| Rang | Name             | Punkte |
| 1. | Katerina Paul    | 320    |
| 2. | Darcie Morton    | 260    |
| 3. | Flavia Lindegger | 180    |
| 4. | Emily Champion   | 177    |
| 5. | Fabiana Wieser   | 176    |
| 6. | Rosie Franzke    | 160    |
| 7. | Hannah Price     | 151    |
| 8. | Olivia Schubert  | 122    |
| 8. | Ava McCann       | 122    |
| 10. | Satara Moon      | 108    |